# Glasgow City FC
Glasgow City FC ist ein Frauenfußball-Verein aus der schottischen Stadt Glasgow. Der Verein wurde 1998 gegründet und ist aktuell mit 14 Titeln Rekordmeister in Schottland. Die Vereinsfarben sind Mandaringelb und Schwarz.

## Geschichte
Der Glasgow City Football Club wurde 1998 gegründet und stieg gleich im Ersten Jahr nach der Vereinsgründung in die Scottish Women’s Premier League auf. Der Verein ist im Glasgower Stadtbezirk Bridgeton beheimatet. Das Spieljahr 2009 war das erfolgreichste in der Geschichte des Vereins, als man nicht nur den Ligapokal und den Pokal gewann, sondern auch zwei Meistertitel in einem Jahr feiern konnte, da am Ende der Saison 2008/09 der Ligabetrieb auf Kalenderjahre umgestellt wurde. Im Jahr 2011 gelang in der Liga mit 20 Spielen ohne Punktverlust eine perfekte Saison.
Der Klub qualifizierte sich mehrfach für den UEFA Women’s Cup sowie die UEFA Women’s Champions League. In der Champions League 2014/15 schaffte es das Team bis ins Viertelfinale, wo man Paris Saint-Germain unterlag, in der Champions League 2019/20 wurde ebenfalls das Viertelfinale erreicht, in dem man am VfL Wolfsburg scheiterte.

## Erfolge
- 16-mal Schottischer Meister: 2004/05, 2007/08, 2008/09, 2009 bis 2020, 2023 1
- 9-mal Schottischer Pokalsieger: 2004, 2006, 2009, 2011, 2012, 2013, 2014, 2015, 2019
- 6-mal Schottischer Ligapokalsieger: 2008/09, 2009, 2012, 2013, 2014, 2015